# Call of Duty: WWII
Četrnaesti naslov u Call of Duty serijalu. Igru su razvili Sledgehammer Games, a 3. studenog Activision ju je izdao za Xbox One, PlayStation 4 i Microsoft Windows. Ovo je prva igra iz tog serijala nakon World at War čija je radnja smještena u Drugom svjetskom ratu. Radnja je smještena na europskim bojištima rata. Activision je igru najavio u travnju 2017.

## Igra
Call of Duty: WWII je po žanru pucačina u prvom licu, baš kao i sve ostale igre iz Call of Duty serijala. Radnja posljednjih nekoliko igra iz ovog serijala je bila smještena u budućnosti u kojoj ljudi koriste "exo" odijela koja im daju nadljudske sposobnosti. U ovoj igri tih odijela više nema pošto je radnja smještena u Drugom svjetskom ratu. Prilikom najavljivanja igre 21. travnja 2017. Activision je najavio kako će WWII ujedno biti i prva igra u kojoj nema automatske obnove energije lika od prvog Call of Duty naslova. To znači da će se igrač morati oslanjati na liječnike u igri.